# Cycle du Trillium

Le Cycle du Trillium (titre original : Trillium series) est une série de cinq romans de fantasy écrits par Marion Zimmer Bradley, Andre Norton et Julian May.

## Génèse
En 1989, l'agent littéraire allemand Uwe Luserke imagine le concept de trois auteurs de fantasy qui se réuniraient pour collaborer à la production d'un roman : celui-ci décrirait trois histoires de vie différentes liées par une seule intrigue principale : celle de trois princesses dépossédées de leur royaume et tentant de survivre dans un monde hostile.
Luserke contacte d'abord Andre Norton, qui accepte de s'impliquer dans le projet, puis Marion Zimmer Bradley, amie de Norton, qui rejoint le projet.
Pour le troisième auteur, Luserke pense à Anne McCaffrey, qui ne montré aucun intérêt pour le projet. Son choix se porte alors sur Julian May qui considéra d'abord sa lettre comme une plaisanterie. Ce n’est qu’après quelques négociations que May accepte d’y réfléchir.
Julian May écrit une première version personnelle de l'histoire, intitulée Black Trillium, qui est acceptée par Norton, Zimmer Bradley et Luserke. L'éditeur américain Bantam Books accepte alors de publier le roman en achetant les droits d'édition.

## Écriture
Après une première réunion, l'histoire initiale de Julian May est approfondie avec un travail collectif sur les décors, les personnages principaux et bien d'autres petits détails liés au premier roman et qui sont rapidement élaborés, les trois auteurs travaillent séparément, partageant le matériel par courrier et sur Internet. Selon ce qui avait été convenu, chacune d'elles suivrait alors l'histoire d'une seule princesse : Zimmer Bradley choisit la sœur aînée, l'intellectuelle Haramis ; Norton opte pour la princesse guerrière Kadiya ; tandis que May choisit la douce et naïve Anigel. Il faut noter que Bradley était aidée par Élisabeth Waters durant le processus d'écriture et, à la suite de l'AVC qui toucha Bradley, elle contribua activement aux dernières révisions du manuscrit. Le Roman nommé Black Trillium (Les trois amazones en français) sort en 1990.
Par la suite, André Norton écrit de son côté un roman centré sur Kadiya (Golden Trillium - 1993), tandis que Julian May écrit une suite directe au premier tome, mais se déroulant 12 ans après leurs évènements (Blood Trillium - 1992). Julian May termine son tome avant celui de Norton, or ce dernier se déroule avant celui de May ce qui perturbe la chronologie de l'histoire. De plus, les évènements du tome de Norton n'étant pas connus de Julian May, ceux ci ne sont pas intégrés dans son histoire, ce qui aboutit à des incohérences dans la série.
De son côté, Marion Zimmer Bradley, devait écrire un tome sur Haramis (Lady of the Trillium - 1995). Celui-ci se déroule de nombreux siècles après l'histoire initiale et raconte la fin de la vie d'Haramis qui se cherche un successeur et choisit Mikayla. Ce tome devait être écrit en collaboration avec Élisabeth Waters. Cependant, à la suite de son AVC, et alors que le projet initial prévoyait que Bradley écrive la partie sur Haramis et Waters celle sur Mikayla, c'est Waters qui écrira l'ensemble du texte, avec le soutien de Bradley qui la conseillait. C'est en raison de ces difficultés d'écriture que ce tome paraitra bien plus tardivement que les deux autres tomes.
Enfin, Julian May qui avait laissé son tome avec une fin ouverte, écrit la suite (Sky Trillium - 1997) qui clôt l'histoire d'Orogastus.
Ordre de lecture conseillé :
- Les Trois Amazones T1 - (Black Trillium)
- Le Trillium d'Or T3 (ou La Fleur d'Or) - (Golden Trillium)
- Le Trillium Ecarlate T2 (ou Le Talisman Ecarlate) - (Blood Trillium)
- Le Trillium Céleste T5 (ou La Guilde de l'Etoile) - (Sky Trillium)
- La Dame du Trillium T4 (ou La Dame Blanche) - (Lady of the Trillium)